# Geoffrey Bernard Sylvester Hindley
Geoffrey Bernard Sylvester Hindley, britanski general, * 1902, † 1980.